# العلاقات السعودية العمانية
العلاقات السعودية العمانية يقصد بها العلاقة التي تجمع بين المملكة العربية السعودية وسلطنة عمان.

## تاريخ العلاقة
تُشكل المملكة العربية السعودية وسلطنة عمان جزءاً حيوياً لا يتجزأ من شبه الجزيرة العربية المنظومة الخليجية العربية حيث تتمتع الدولتان بعلاقات جيدة، وتشتركان بروابط الدين والقومية والجوار. دعمت السعودية في منتصف ستينات القرن العشرين وأوائل السبعينات الجبهة الشعبية لتحرير عُمان التي اتخذت من مدينة ظفار العُمانية مسرحاً لعملياتها. وثارت آنذاك على والد السلطان قابوس. ومنذ وصول السلطان قابوس إلى الحكم اعتمدت سلطنة عمان سياسة مستقلّة ومتعدّدة الأقطاب. في عام 1981 أُسّس مجلس التعاون الخليجي وضمّ المملكة العربية السعودية والكويت وسلطنة عُمان والإمارات العربية المتحدة والبحرين وقطر. في نهاية عام 2013 واجهت سلطنة عمان السعودية وعارضت مشروعها لتوحيد دول مجلس التعاون الخليجي، واصفةً المشروع بأنه محاولة للهيمنة السعودية على الخليج العربي.

## مشروع الاتحاد الخليجي
في عام 2011 أعربت سلطنة  عمان رفضها لمشروع الوحدة الذي تبنته السعودية في القمة الخليجية. وبعدها بسنتين أعلن يوسف بن علوي الوزير المسؤول عن الشؤون الخارجية في القيادة العُمانية، في منتدى الأمن الخليجي الذي عقد في العاصمة البحرينية المنامة في ديسمبر 2013، أنَّ سلطنة عُمان لن تكون جزءًا من الاتحاد الخليجي في حال قيامه، ولوح بانسحاب سلطنة عمان من مجلس التعاون الخليجي فيما إذا أصرت دول الخليج العربية على المضي قدمًا في مشروع الوحدة. ترى عُمان أنَّ التصدي لإيران هو السبب الأكثر حضورًا وإلحاحًا وراء طرح مشروع الاتحاد الخليجي بقوة في قمة دول مجلس التعاون الخليجي التي عقدت في الكويت في ديسمبر 2013، وذلك بعد التوصل لاتفاق بين إيران من جهة والدول الدائمة العضوية في مجلس الأمن وألمانيا من جهة أخرى. أي أن المحرك الرئيسي لمشروع الاتحاد الخليجي، خارجي في جوهره وهو التوجس من إيران ونفوذها ومشروعها الثوري، وسلطنة عُمان لا تشاطر دول الخليج العربية الأخرى هذا التخوف.

## النزاع الحدودي

### واحة البريمي

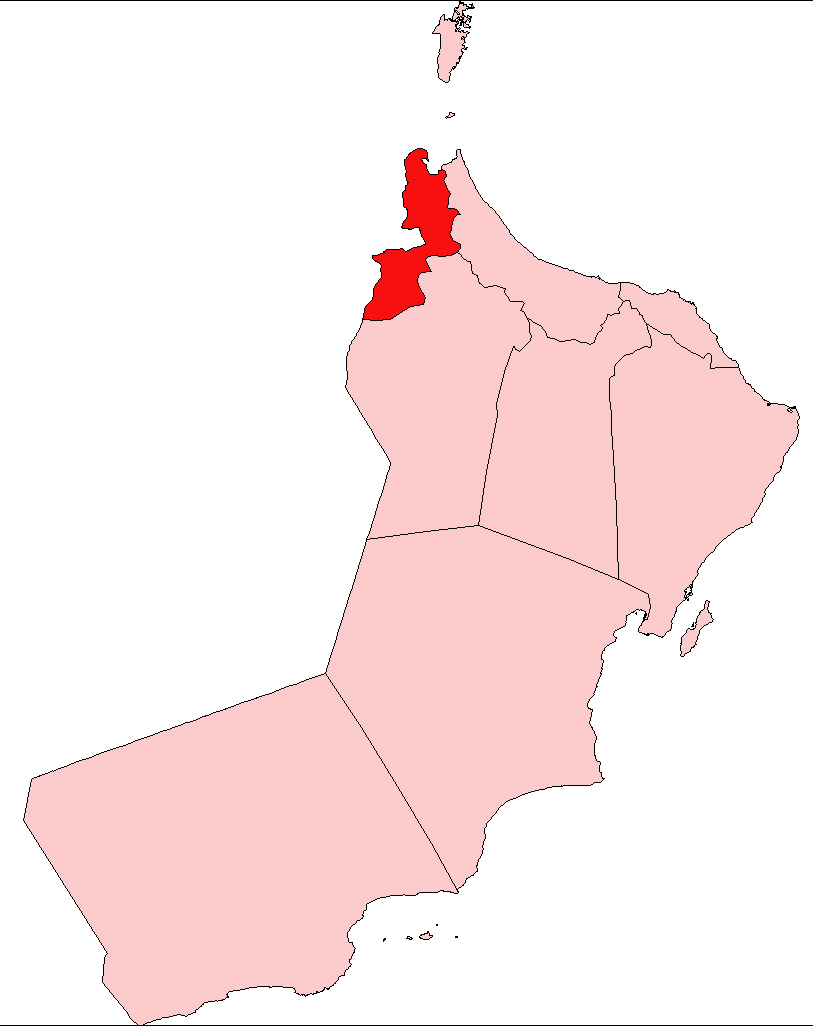
موقع منطقة البريمي على خريطة عمان

تمثّل التنافس بين القوى السياسية بشبه الجزيرة العربية على واحة البريمي منذ القرن السابع عشر الميلادي بين القواسم وأمراء ساحل عُمان ومشايخها وبين سلطنة مسقط وأئمة الإباضية في عُمان الداخلية وبين بريطانيا، كان كل طرف من هذه الأطراف يعمل لصالحه ويغير تحالفاته بحسب الأحوال. منذ عام 1793 دخل السعوديون طرفًا في التنافس والنزاع، وذلك مع وصول النشاط العسكري السعودي إلى الواحة وبداية علاقات الدولة السعودية الأولى في  (1774 - 1818) مع إقليم عمان، ولقيت القوات السعودية مقاومة عنيفة من دولة آل بوسعيد في مسقط ومن أغلب قبائل عُمان، كما لقيت بعض العون والتأييد من المعارضين لحكم دولة آل بوسعيد الذين استعانوا بهم في الصراع ضد الخصوم. لكن هذا التدخل العسكري السعودي وذلك النفوذ السعودي انحسر عام 1819 بعد زوال الدولة السعودية الأولى وسقوط عاصمتها الدرعية بيد والي الدولة العثمانية في مصر محمد علي باشا، وأعقب هذا الانحسار بروز النزاع على الواحة بين الشيخ سلطان بن صقر القاسمي شيخ القواسم مع عشيرة النعيم المتصلة بصلة القربى مع القواسم، وبين سلطان مسقط سعيد بن سلطان المستند إلى تأييد بريطانيا.
عاد السعوديون إلى الظهور قوة منافسة جديدة على الواحة للمرة الثانية في عهد الدولة السعودية الثانية (1824 - 1891)، واستطاعوا مدّ نفوذ مؤقت إليها في فترات قصيرة متقطعة، في وجه مقاومة سلطان مسقط وحلفائه الإنجليز وتحفظات شيوخ القواسم والعجمان وأبوظبي في البريمي، ولما قامت الدولة السعودية الثالثة على يد الملك عبد العزيز بن عبد الرحمن آل سعود سنة 1902 م في نجد امتد حكمها إلى ساحل الإحساء وأرض الحجاز، وظهرت مطالبهم بالامتداد شرقاً من جديد، وتمسك الإنكليز المهيمنون على عمان وساحل عمان (الإمارات العربية المتحدة لاحقًا) كون خور العديد في جنوب قطر الحد الفاصل بين إمارة أبو ظبي والدولة السعودية، وذلك في أثناء مفاوضات التي حدثت في الفترة (1934 - 1938) المتعلقة بموضوع الحدود الجنوبية والجنوبية الشرقية للمملكة العربية السعودية، وهي المفاوضات التي لم تتطرق قط إلى البريمي، وعلى العكس من ذلك فإن الإنجليز كانوا حريصين على مقاومة أي امتداد عسكري سعودي جديد في اتجاه أرض عُمان.
أثارت قضية البريمي بعد الحرب العالمية الثانية خلافاً شديداً بين الأطراف المتنازعة، وطرحت المملكة العربية السعودية،  حقها بملكية هذه الأراضي، في حين عجل البريطانيون باتخاذ إجراءات مضادة باسم حاكم أبوظبي، وكان ظهور النفط في أراضي عُمان سبباً أساسياً في تعمق الخلاف وتضخمه، وقيام انتفاضة عدة قبائل عام 1950 ضد التدخل في شؤون الإمامة، التي أخمدها الإنجليز وقوات سلطان مسقط. صارت إمامة عمان في مستهل الخمسينات بعد كشف احتياطيات بترولية كبيرة فيها، ميدانياً لصراع تنافسي حاد بين بريطانيا التي مارست الضغط على الإمامة عن طريق سلطنة مسقط وإمارات ساحل عُمان (الإمارات العربية المتحدة فيما بعد) عام 1970 وبين المملكة العربية السعودية. في حزيران 1952 استولى الجيش السعودي على واحة البُريمي مع كل الاتفاقات السابقة، فردت بريطانيا في مطلع 1954 بهجوم استعادت به الواحة باستخدام فصائل مسلحة من سلطنة مسقط ومشيخة أبو ظبي وبقيادة ضباط وفنيين بريطانيين، وخيَّم شبح الحرب على المنطقة، ثمّ تُوصِّلَ في تموز 1954 إلى اتفاقية تسوية سلمية للخلاف، وتقرر رسميًا أن ينقب البريطانيون عن البترول في القسم الشمالي من الواحة في حين ينقب الأمريكيون عنه في القسم الجنوبي من الواحة، أما بشأن واحة البُريمي فإن الدول الثلاث التي تنازعت على سيادتها توصلت فيما بينها إلى حلٍ للمشكلة عام 1971، اقتضى إلحاق ثلاث قرى منها بسلطنة عُمان وهي البريمي وصعرة وحماسة، والسبع الباقيات تبعت دولة الإمارات العربية المتحدة وضمت إلى مدينة العين.

## التعاون الاقتصادي
أظهرت بيانات صدرت خلال العام 2013، أن التبادل التجاري بين المملكة العربية السعودية وسلطنة عمان 12.3 مليار ريال، منها 6.4 مليار ريال صادرات سعودية، مقابل 5.9 مليار ريال واردات سعودية من سلطنة عٌمان، بفائض ميزان تجاري قدره 509 ملايين ريال لمصلحة السعودية. ويشكل التبادل التجاري بين السعودية وسلطنة عُمان 0.6 في المائة من التبادلات التجارية بين السعودية والعالم في 2013. تقيم سلطنة عمان معرض المنتجات العمانية أوبكس في أحد مدن المملكة العربية السعودية، وذلك بشكل سنوي ابتداءً من عام 2012.
يُدشن في عام 2016 الطريق والمنفذ الجديد الذي يربط المملكة العربية السعودية بسلطنة عُمان عبر الربع الخالي، يمتد الطريق السريع عبر منطقة الربع الخالي بطريق طوله 566 كيلومترا، حيث يختصر قرابة 800 كيلو متر، ويبدأ من طريق حرض البطحاء ويستمر باتجاه حقل الشيبة بطول 319 كلم، ثم يتجه نحو المنفذ الحدودي مع سلطنة عمان بطول 247 كلم. بلغت تكلفة إنشاء الطريق 945.6 مليون ريال (حوالي 252.2 مليون دولار) ، نظراً لكون الطريق يمر في معظمه بكثبان رملية هائلة، فقد اشتملت الأعمال على رفع وإزاحة وتسوية تلك الكثبان بكميات كبيرة، بالإضافة إلى الأعمال الإنشائية وفق المواصفات المعتمدة. يعتبر هذا الطريق الوحيد الذي يربط السعودية بسلطنة عمان، ثاني أكبر دول الخليج العربي من حيث المساحة، مباشرة دون المرور بدولة الإمارات العربية المتحدة وذلك من خلال مروره بالربع الخالي.